# 古河ロックドリル
古河ロックドリル株式会社（ふるかわロックドリル、英文社名：FURUKAWA ROCK DRILL CO.,LTD.）は、東京都千代田区大手町に本社を置く古河グループの機械メーカーである。
鉱山・土木・建設に関わる機械の研究開発・製造・販売を行なっており、さく岩機最大手、トンネル掘削機（ドリルジャンボなど）分野でも世界3大メーカーの一角を占めており、土木鉱山用機械の世界トップメーカーとして広く知られている。
トンネルドリルジャンボの国内シェアは80％である。

## 企業概要
古河機械金属グループの開発機械（ロックドリル）事業を担う中核事業会社（古河機械金属の連結子会社）で、古河グループに属している。製造・開発拠点として高崎工場（群馬県）、吉井工場（群馬県）、いわき整備工場（福島県）、関西整備工場（大阪府）を有する。
足尾銅山（明治10年に経営開始）で使用された機械の製造・修理部門が事業の発祥で、ここから様々な開発機械を開発・製造していき、今日に至る。1914年（大正3年）には、日本初（国産第一号）の削岩機「手持ち式削岩機」を開発した。
現在では、世界100ヶ国へ輸出するなど鉱山用機械の世界トップメーカーとして事業を展開している。

## 主力製品・事業
- さく岩機関連製品
  - 油圧ブレーカ
  - 油圧圧砕機
  - 小型空圧さく岩機
  - 油圧クローラドリル
  - 空圧クローラドリル
  - ロータリ＆ダウンザホールドリル
  - アンカードリル
  - アタッチメントドリル
  - 鉱山用ドリルジャンボ
  - ドリルパイラ
  - 法面ロックボルト施工機械
  - 油圧開孔機（高炉用・溶融炉用）
- トンネル関連製品
  - ドリルジャンボ（ホイール式、クローラ式）
  - トンネルワークステーション
  - コンクリート吹付け機
  - 電動式坑内積込機
  - トンネルブレーカ
- 木材リサイクル製品
  - 木質系一次破砕機（パワーチッパー）

## 主力製品の市場占有率
- トンネルドリルジャンボ - 国内シェア80%
- 油圧クローラドリル - 国内シェア80%、世界シェア30%
- 油圧ブレーカ - 国内シェア40%、世界シェア30%

## 実績

### 工事採用実績
削岩機の技術を活かし、山岳トンネル工事の火薬装填用の孔を掘削するトンネルドリルジャンボを開発。現在では、国内のトンネル工事の大半で使用されている。主な国内の実績として、国鉄（現JR）・東北新幹線の八甲田トンネル（トンネルの長さ日本一）、青函トンネル、関越自動車道の関越トンネル、山梨リニア実験線の笹子トンネルなどが挙げられる。
なお、新幹線のトンネル工事では7割のシェアを占めている。

### ロシア・セヴェロムイスクトンネル工事
2001年、ロシア東部の厳冬の地を走るバイカル・アムール鉄道（第2シベリア鉄道、バム鉄道）の長大トンネル「セヴェロムイスクトンネル」が貫通した。他の地域とは隔絶され、冬はマイナス40度、夏はプラス40度と気温の変化は激しく、しかもマグニチュード1～4の地震が年間360回も発生するという厳しい自然環境にある地域である。
こうした過酷な環境、世界屈指の難工事において、古河ロックドリルのトンネル機械が活躍、高い耐久性と機能性を実証した。

### 山梨リニア実験線
山梨リニア実験線は、計画全線42.8kmのうち18.4kmが完成しており、1997年から走行実験を始め2003年には有人走行による世界最高速度、時速581kmを記録した。
この山梨リニア実験線に関し、当初計画総延長のうち、未着工分の24.4kmが2008年に発注され、このうち18キロを占めるトンネル部については8工区に分けて施工が始まっている。8工区のうち6工区（本坑13.5km）で、古河ロックドリルのドリルジャンボの稼働・採用が決定。トンネル工事分野で大きな存在感を示している。

### その他
- パナマ
  - 太平洋とカリブ海を結ぶパナマ運河では、船舶の大型化に対応するための拡張工事が進められている。この工事に、古河ロックドリルの油圧クローラドリル「HCR-900DSⅡ」が活躍。油圧クローラドリルの高効率性・高耐久性が評価され、世界各国に輸出されている。
- ロシア
  - 大規模な石灰石鉱山や砕石場などで使用される穿孔機械で、岩盤に孔をあけるクローラドリルよりも大きな発破孔を掘る機械（ダウンザホールドリル）である「DCR45」がロシアの大手鉱山で稼働している。
- カタール
  - 天然ガスパイプラインの敷設工事で、油圧ブレーカ「F22」が使用されている。
- 中国・雲南省
  - 水力発電所ダムの建設工事で、ドリルジャンボ「T3RW-210」が使用されている。
- 日本
  - 大手製鉄所で、「高炉出銑口開孔装置」が使用されている。

## 事業所所在地
- 本社：東京都千代田区大手町2-6-4 常盤橋タワー
- 支店
  - 札幌支店：北海道札幌市白石区菊水8条4-2-27
  - 東北支店：宮城県名取市増田字柳田318-1
  - 関東支店：群馬県高崎市八千代町2-1-2
  - 東京支店：埼玉県川口市領家3-8-11
  - 名古屋支店：愛知県小牧市小木東1-79
  - 関西支店：大阪府大阪市西淀川区大野3-7-196
  - 中四国支店：広島県広島市安佐南区緑井2-9-31
  - 九州支店：福岡県糟屋郡篠栗町尾仲568
- 出張所
  - 北陸出張所：石川県金沢市神野町東202
  - FRDアルプス出張所：長野県下伊那郡松川町上片桐4621-1
- 工場
  - 高崎工場：群馬県高崎市島野町字中橋35-1
  - 吉井工場：群馬県高崎市吉井町吉井1058
  - いわき整備工場：福島県いわき市好間町上好間岸前17
  - 関西整備工場：大阪府大阪市西淀川区大野3-7-196

## 沿革
- 1961年 - 古河鉱業株式会社（現・古河機械金属）の機械部門より、削岩機類の専門販売会社「古河削岩機販売株式会社」として設立。
- 2000年 - 古河機械金属の建設機械製品の販売会社「古河建機販売株式会社」と統合。
- 2003年 - 子会社の古河ドリルテック株式会社を統合。
- 2005年 - 古河機械金属の削岩機生産工場である高崎工場および吉井工場と統合し、併せて社名を「古河ロックドリル株式会社」に改める。

## 主要関係会社

### 国内グループ企業
- 足尾さく削岩機（株）
- テイクル（株）
- FRDいわき（株）
- FRD北関東（株）

### 海外グループ企業
- FURUKAWA ROCK DRILL USA（アメリカ）
- FURUKAWA ROCK DRILL EUROPE B.V.（オランダ）
- FURUKAWA ROCK DRILL KOREA CO.,LTD.（韓国）
- 古河鑿岩机械（上海）有限公司（中国）
- インド駐在員事務所（インド）
- 中近東駐在員事務所（UAE）